# Plectranthus socotranus
Plectranthus socotranus es una especie  de plantas de la familia de las lamiáceas, originaria de Yemen, donde es un endemismo de la isla de Socotra. Se encuentra en laderas rocosas y acantilados en el bosque semi-caducifolio a una altitud de 450-1100 metros. Es la única labiada de hoja suculenta en Socotra. Las hojas cuando son machacadas son fuertemente aromáticas. 
Su hábitat natural son los bosques secos subtropicales o tropicales y las áreas rocosas. 

## Taxonomía
Plectranthus socotranus fue descrita por Alan Radcliffe-Smith y publicada en Hooker's Icones Plantarum 37: t. 3692. 1971.